# La Cité des autres
 (janvier 2022).
Pour plus de détails, voir Fiche technique et Distribution.
La Cité des autres est un moyen-métrage documentaire de 49 minutes créé, scénarisé et réalisé par Justice Rutikara, coproduit par Les Productions du Rapide-Blanc (Amélie Lambert-Bouchard et Sylvie Van Brabant) et de Parallaxes (Sonia Despars), et diffusé sur les chaînes de Radio-Canada et Le Canal Nouvelles, et sur ICI RDI.
Situé aux appartements de St-Pie X, le plus important HLM de la ville de Québec, le film s'intéresse à l'enfance et aux initiatives communautaires de quatre jeunes adultes, Mwamini Ntaboy, Admir  Lelić, Daniel Alejandro Koi Marquez et Kali Sebareme qui ont grandi dans le milieu où demeurent un grand nombre d'immigrants réfugiés. À l'aube de l'âge adulte, chacun d'eux s'engage à développer des projets communautaires afin de veiller au développement et à l'inspiration des jeunes du HLM.

## Sypnosis
Mwamini, Admir, Daniel et Kali ont grandi à Saint-Pie X, le plus important HLM de Québec où demeurent majoritairement des immigrants réfugiés. À l’aube de l’âge adulte, fiers de leur parcours et de leur identité, chacun d’eux s’engage à redonner aux jeunes de la communauté. La cité des autres est une immersion poétique dans ce milieu unique où le vivre ensemble remet en question bien des préjugés.

## Production

### Développement
Après un voyage en Europe, Justice Rutikara a décidé de réaliser un court-métrage sur son HLM d'enfance. Quelques mois plus tard, le jeune cinéaste est sélectionné aux activités professionnelles du Forum des Rencontres internationales du documentaire de Montréal 2017. Il y présente son projet à plusieurs producteurs au courant de l'activité Premier Pitch avant de participer au Talent Lab et au Face-à-face. C'est durant le Talent Lab qu'il obtient une bourse de développement et une licence de diffusion de Canal D, remis par Jean-Pierre Laurendeau, le directeur de la chaîne populaire.
L'année suivante, Justice Rutikara s'associe avec Amélie Lambert-Bouchard et Sylvie Van Braban des Films du Rapide-Blanc avec lesquelles il obtient une bourse de développement auprès de la SODEC.

### Tournage
Le documentaire a été entièrement tourné dans le secteur des appartements de St-Pie X à Limoilou, dans la ville de Québec où Justice Rutikara a grandi. Les frères Seaborn signeront l'image et le son du film.

### Fiche technique
- Titre : La Cité des autres
- Création : Justice Rutikara
- Scénario : Justice Rutikara
- Consultante au scénario : Marie-Josée Cardinal
- Réalisation : Justice Rutikara
- Consultante à la réalisation : Isabelle De Blois
- Image : Jonathan Seaborn
- Son : Jean-Laurence Seaborn
- Montage : Andrea Henriquez
- Musique : Uberko
- Production : Amélie Lambert-Bouchard, Sylvie Van Brabant et Sonia Despars
- Directeur de production : Marc Biron
- Société de production : Les Films du Rapide-Blanc et de Parallaxes
- Sociétés de distribution : Société Radio-Canada
- Pays d'origine :  Canada
- Langue : français
- Format :  couleur - 16:9
- Durée : 49 min
- Date de première diffusion : 27 février 2021